# Frauen Museum (Wiesbaden)
Das frauen museum wiesbaden ist ein Museum im Zentrum von Wiesbaden in der Wörthstraße. Es wurde 1984 eröffnet.

## Geschichte
Die  Soziologiestudentin Beatrixe Klein ließ sich im Jahr 1971 durch die Folgen der 1968er-Revolution und die Vorlesungen der Soziologin Maria Mies dazu inspirieren, sich mit internationalen Frauenbewegungen zu beschäftigen. 
1975 rief sie das Frauenzentrum in Wiesbaden ins Leben. Klein fand in Folge Mitstreiterinnen und es wurde der Verein Neue Wege ins Berufsleben gegründet. Durch die damalige rot-grüne Landesregierung gab es nach großen politischen Auseinandersetzungen staatliche Förderung für Frauenbildungsarbeit.
Die Keimzelle für das Museum, so die Direktorin des frauen museums wiesbaden, Beatrixe Klein, war 1984 ein Ausstellungsprojekt zum Thema „Frauenleben in Wiesbaden“.  Es gründete sich der Verein „Frauenwerkstatt Wiesbaden“. Danach folgten weitere  Ausstellungen. Das Museum befindet sich seit 1991 in dem denkmalgeschützten Objekt Wörthstraße 5 (Hinterhof) auf 600 Quadratmetern Ausstellungsfläche, die sich auf vier Etagen verteilen. Vom 7. November 1984, der Eröffnung des Museums, bis zum Umzug in die Wörthstraße 5 befand sich das Frauenmuseum in der Nerostraße.  
Seit 2019 werden Führungen für Drei- bis Sechsjährige durch eine Museumspädagogin organisiert.
1997 erhielt das Museum den städtischen Kulturpreis. 2020 wurde es durch das hessische Ministerium für Wissenschaft und Kunst als Museum des Monats ausgezeichnet.
Das frauen museum wiesbaden ist Mitglied im International Association of Women’s Museums (IAWM).

## Das Gebäude
Das Objekt Wörthstraße 5 wurde 1884 nach Plänen des Maurermeisters Carl Beckel erbaut. Es steht unter Denkmalschutz und gehört zu der Gesamtanlage Südwestliche Stadterweiterung (siehe auch Liste der Kulturdenkmäler in Wiesbaden-Mitte (Historisches Fünfeck)).